# Vojtěch Hruban
Vojtěch Hruban (ur. 29 sierpnia 1989 w Pradze) – czeski koszykarz, występujący na pozycji środkowego, aktualnie zawodnik ČEZ Basketball Nymburk. W 2006 roku rozpoczął swoją karierę w USK Praha, od 2012 gra w ČEZ Basketball.